# Hubert Theophil Simar

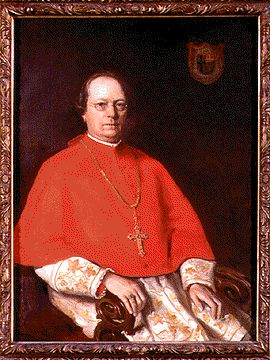
Hubert Theophil Simar.

Hubert Theophil Simar, född den 14 december 1835 i Eupen, död den 24 maj 1902 i Köln,  var en tysk romersk-katolsk teolog och kyrkoman.
Simar blev 1864 professor i Bonn, 1891 biskop i Paderborn och 1899 ärkebiskop i Köln. Simar, som hade omfattande vetenskapliga och kulturella intressen, var en bland stiftarna av det betydelsefulla "Görres-Gesellschaft". Som teolog representerade han i moderat form den gällande romersk-katolska kyrkoläran. 
Bland hans skrifter märks Die Theologie des heiligen Paulus (1864; 2:a upplagan 1883), Lehrbuch der Moraltheologie (1867; 3:e upplagan 1893), Der Aberglaube (1877; 3:e upplagan 1894) och Lehrbuch der Dogmatik (2 band, 1879-80; 4:e upplagan 1899).